# ويليام أو. هال
ويليام أو. هال (بالإنجليزية: William Oscar Hall)‏ هو دبلوماسي أمريكي، ولد في 22 مايو 1914، وتوفي في 8 نوفمبر 1977.